# Amit
Amit es un nombre masculino(y a veces se usa para chica) bastante común en países como India, Nepal, Pakistán, Irán, Israel y por lo general en Asia y en Oriente Medio.
En hindi, अमित, significa "lo infinito", "aquello que no puede medirse" o "sin límites", y es uno de los 108 nombres que tenía el Dios Hindú Ganesha. En Sánscrito significa "el amigo de todo el mundo", en hebreo (עמית), "amigo" y en árabe اميت, "aquel que es altamente adorado, amado y victorioso". 
En el Islam, Amit se refiere al gesto que utilizaban los musulmanes durante las batallas. Gritaban "Yā manṣūr Amit!" antes de atacar.
En Budismo, Amit es uno de los celestiales de Buda, descrito en las escrituras de la Escuela Mahāyāna de Budismo.
- Datos: Q5672718
- Multimedia: Amit (given name) / Q5672718